# Uloborus humeralis
Espèce
Synonymes
- Uloborus omoedus Thorell, 1895

Uloborus humeralis est une espèce d'araignées aranéomorphes de la famille des Uloboridae.

## Distribution
Cette espèce se rencontre en Indonésie à Sumatra et à Java et en Birmanie.

## Liste des sous-espèces
Selon World Spider Catalog (version 19.0, 03/04/2018) :
- Uloborus humeralis humeralis van Hasselt, 1882
- Uloborus humeralis marginatus Kulczynski, 1908

## Publications originales
- Hasselt, 1882 : Araneae. Midden Sumatra IV. 3de Aflev. Naturlijke Historie. Leiden, vol. 11A, p. 1-56.
- Kulczynski, 1908 : Symbola ad faunam Aranearum Javae et Sumatrae cognoscendam. I. Mygalomorphae et Cribellatae. Bulletin International de l'Academie des Sciences de Cracovie. Classe des Sciences Mathematiques et Naturelles, vol. 1908, p. 527-581.